# Jerzy Głowacki (działacz partyjny)
Jerzy Głowacki (ur. 22 grudnia 1947 w Kępie Polskiej) – polski działacz partyjny i państwowy, inżynier, w latach 1986–1989 I sekretarz Komitetu Wojewódzkiego PZPR w Ostrołęce.

## Życiorys
Syn Edwarda i Stanisławy. Ukończył studia inżynierskie. Pracował kolejno jako projektant w Mazowieckich Zakładach Rafineryjnych i Petrochemicznych w Płocku (1971–1976), wicedyrektor Wojewódzkiej Dyrekcji Rozbudowy Miast i Osiedli w Ostrołęce (1976–1978) i szef Kombinatu Budowlanego w tym mieście (1978–1982). Należał do Towarzystwa Naukowego Płockiego. W 1970 wstąpił do Polskiej Zjednoczonej Partii Robotniczej, należał m.in. do Komitetu Miejskiego PZPR w Ostrołęce. Od 1982 do 1985 kierował Wydziałem Ekonomicznym, a od 1985 był sekretarzem w Komitecie Wojewódzkim w tym mieście. Od 18 października 1986 do 15 listopada 1989 pełnił funkcję I sekretarza KW PZPR w Ostrołęce. W III RP zajął się działalnością biznesową.